# All-Ireland Senior Football Championship 1951
L'All-Ireland Senior Football Championship del 1951 fu l'edizione numero 65 del principale torneo irlandese di calcio gaelico. Mayo si impose per la terza volta, la seconda consecutiva, l'ultima della sua storia.

## Risultati

### Connacht
| 15 luglio 1951 Finale | Mayo | 4-13 – 2-3 | Galway | Tuam (27.000 spett.) |

### Leinster
| Dublino 5 agosto 1951 Finale | Meath | 4-9 – 0-3 | Laois | Croke Park |

### Munster
| 1951 Finale | Kerry | 1-6 – 0-4 | Cork |  |

### Ulster
| 29 luglio 1951 Finale | Antrim | 1-7 – 2-3 | Cavan | Clones (33.000 spett.) |

### All-Ireland Championship
| Dublino 12 agosto 1951 Semifinale | Mayo | 1-5 – 1-5 | Kerry | Croke Park (39.971 spett.) |

| Dublino 19 agosto 1951 Semifinale | Meath | 2-6 – 1-7 | Antrim | Croke Park (45.888 spett.) |

| Dublino 9 settembre 1951 Semifinale Replay | Mayo | 2-4 – 1-5 | Kerry | Croke Park (57.345 spett.) |

| Dublino 23 settembre 1951 Finale | Mayo | 2-8 – 0-9 | Meath | Croke Park (78.201 spett.) |